# Schloss Ilsenburg

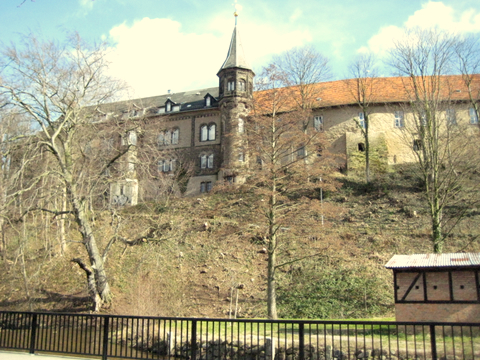
Schloss Ilsenburg, sogenannter Bothobau 2008

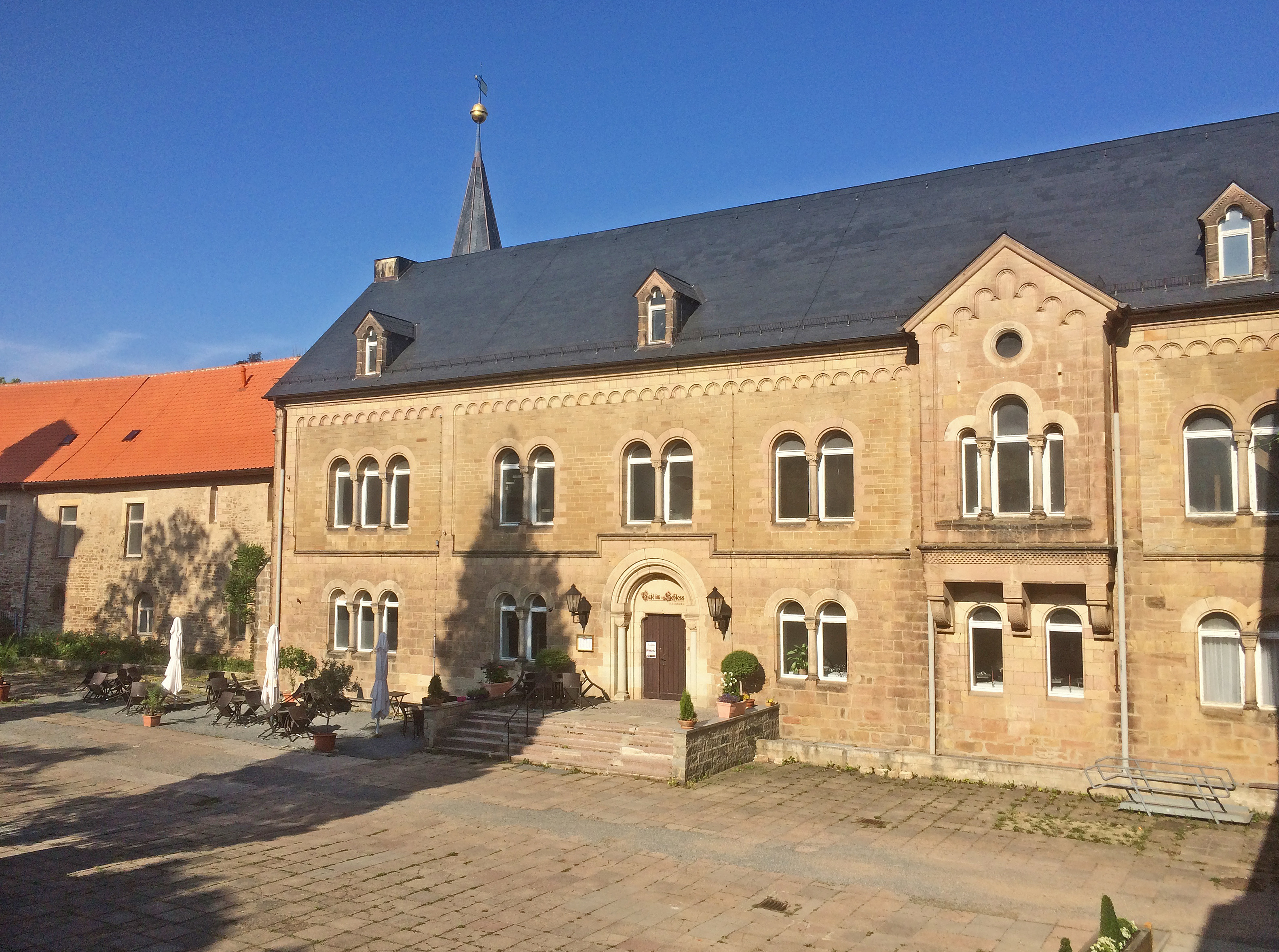
Innenhof des Schlosses

Das Schloss Ilsenburg in der Stadt Ilsenburg (Harz) in Sachsen-Anhalt erhielt sein heutiges Aussehen in der zweiten Hälfte des 19. Jahrhunderts. Der Gebäudekomplex entstand nach 1860 an der West- und der Nordseite der romanischen Anlage des Klosters Ilsenburg. Der entsprechend im Stil der Neoromanik errichtete Bau war bis 1945 im Besitz der Fürsten zu Stolberg-Wernigerode. Seit 2005 ist die Stiftung Kloster Ilsenburg Eigentümer des Schlosses. Unter Einbeziehung der noch erhaltenen mittelalterlichen Klausurgebäude soll hier in den kommenden Jahren ein Kunst- und Kulturzentrum mit Übernachtungsmöglichkeiten für Gäste sowie einem öffentlichen Restaurant entstehen.

## Geschichte

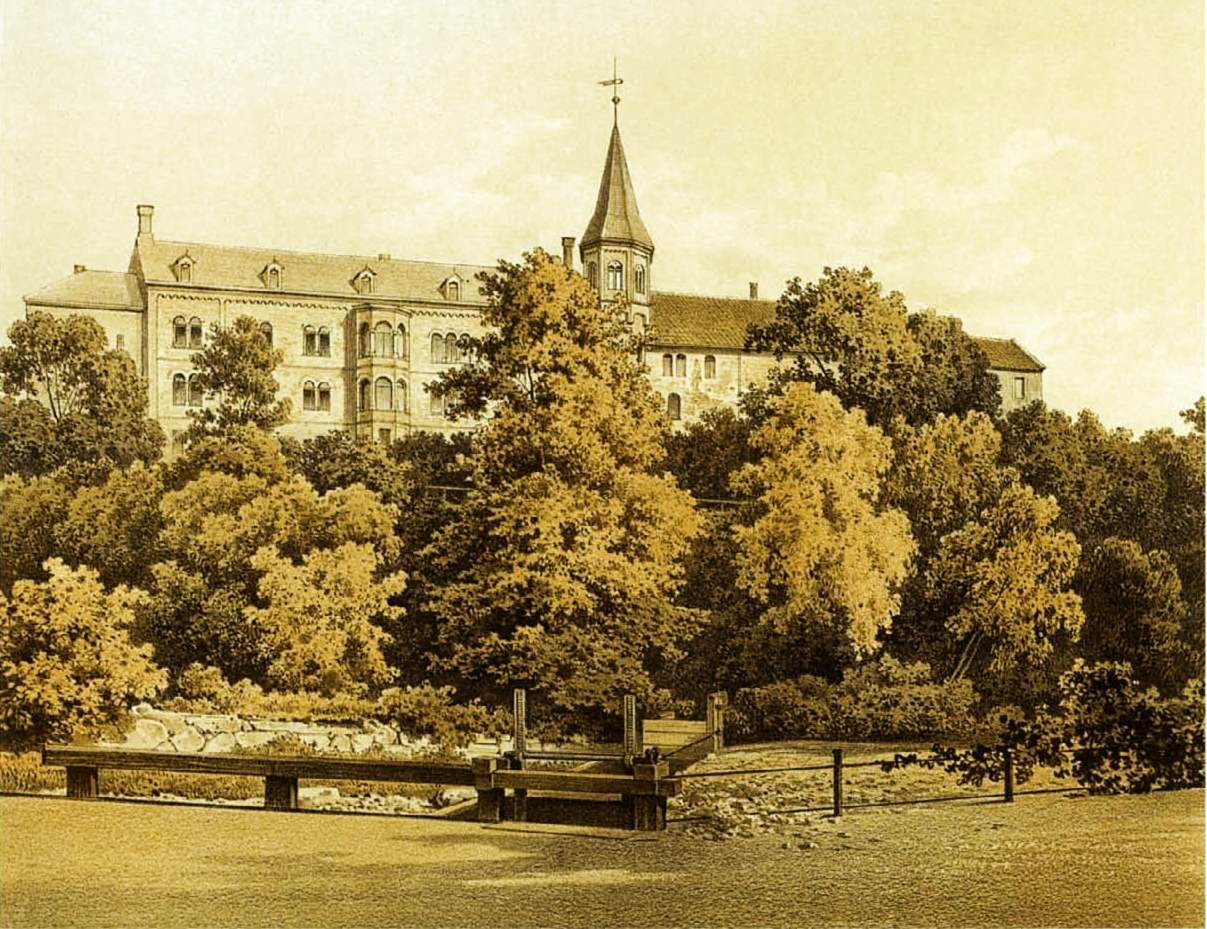
Ansicht des Bothobaus um 1870, Sammlung Alexander Duncker

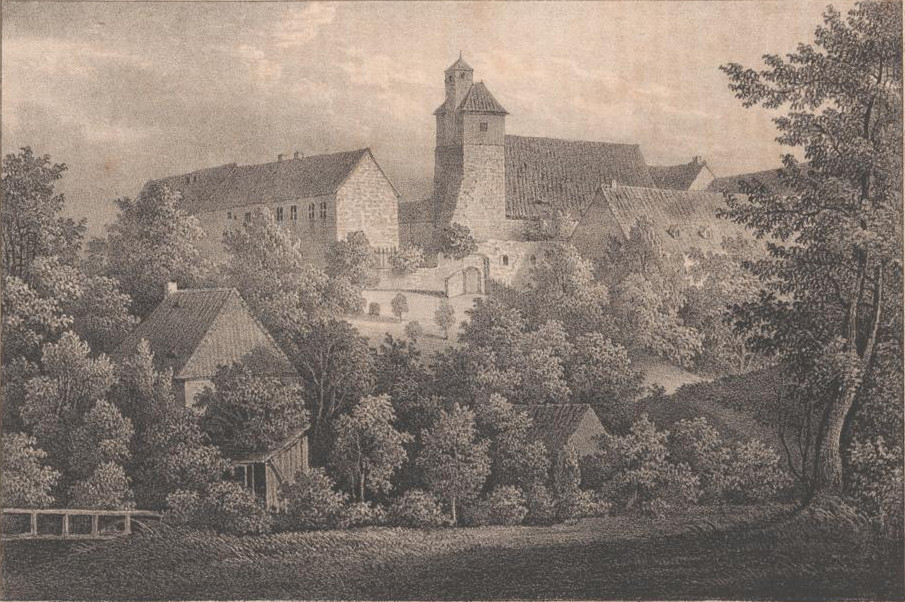
Lithographie von Heinrich Wilhelm Teichgräber, 1842

Das Benediktinerkloster in Ilsenburg wurde im Verlaufe des 16. Jahrhunderts aufgelöst. Die Klosteranlage einschließlich aller Besitzungen übernahmen die Grafen zu Stolberg. Sie übten schon seit dem Aussterben des Wernigeröder Grafen 1429 die Schutzherrschaft über das Kloster aus. Das säkularisierte Klostergut erkannte der Brandenburger Kurfürst Friedrich Wilhelm I. im Jahre 1687 als sein Eigentum an. Im Dreißigjährigen Krieg war die von Graf Henrich Ernst bewohnte Burg Wernigerode derart in Mitleidenschaft gezogen worden, dass er im September 1648 seine Hofhaltung nach Ilsenburg verlegte. Er bezog den zwischen 1609 und 1615 von seinem Vetter Heinrich für seine Gemahlin Adriane an der Westseite des ehemaligen Klostergeländes erbauten Witwensitz. In den nächsten sechs Jahrzehnten regierten Henrich Ernst und sein Sohn Ernst ihre Grafschaft vom „Gräflich Stolbergischen Hause Ilsenburg“ aus, wie die Familie das kleine Anwesen damals noch bezeichnete. Graf Ernst veranlasste um 1700 die Umgestaltung der ehemaligen Klosterkirche. Der Hochaltar, die Kanzel und der Taufengel sind Werke üppiger barocker Schnitzkunst und zeugen noch heute vom bildhauerischen Können ihrer Meister. 1710 verlegten die Grafen zu Stolberg-Wernigerode den Regierungssitz wieder nach Wernigerode. Die verbliebenen Klausurgebäude dienten in den folgenden Jahrzehnten wirtschaftlichen Zwecken, in die umliegenden Gebäude zogen gräfliche Beamte ein. Graf Otto zu Stolberg-Wernigerode ließ zwischen 1861 und 1863 die Gebäude oberhalb der Ilse zum Wohnsitz für seinen Onkel Botho ausbauen. Ganz bewusst wurde hier die Romanik der Klosteranlage wieder aufgegriffen. Die Bauausführung leitete Karl Frühling, dem Graf Otto im Anschluss den Umbau seines Schlosses in Wernigerode anvertraute. Von 1897 an war Ilsenburg Witwensitz von Fürstin Anna zu Stolberg-Wernigerode und ihrer Tochter Elisabeth. 1929 verpachtete Fürst Christian Ernst das Schloss, die Reste der ehemaligen Klausurgebäude und den angrenzenden Park für 30 Jahre an die Altpreußische Union der Evangelischen Kirchen Berlin. Nach einigen Umbauarbeiten begann im Januar 1930 hier das Kirchliche Auslandsseminar Theologen für den Dienst im Ausland auszubilden. Da das Seminar sich jedoch der Bekennenden Kirche unterstellte, wurde es 1936 aufgelöst. Der altpreußische Evangelische Oberkirchenrat richtete noch im gleichen Jahr ein Erholungsheim für kirchliche Mitarbeiter in einigen Räumen ein. Zwei Jahre später kam ein Evangelisches Predigerseminar dazu. Während des Zweiten Weltkrieges beherbergte das Schloss außerdem zeitweise ein Reservelazarett und ein von den Nationalsozialisten eingerichtetes Umsiedlerlager. Kurz vor Kriegsende im Mai 1945 wurde es geplündert. Wenige Monate später wurde die Familie Stolberg-Wernigerode enteignet. Die Gemeinde Ilsenburg als neuer Eigentümer schloss mit der Altpreußischen Union einen Nießbrauchvertrag über 80 Jahre ab. Neben einem Pastoralkolleg und einer Singakademie beherbergte es in den Folgejahren auch die 1948 hier gegründete Evangelische Forschungsakademie. Mit der Errichtung der Sperrzone 1961 musste die kirchliche Arbeit eingestellt werden. Bis 1972 verfügte das Ministerium für Staatssicherheit über das gesamte Anwesen. Von 1974 bis 1990 war im Schlossgebäude ein Erholungsheim für Mitarbeiter des Ministeriums für Land- und Nahrungsgüterwirtschaft untergebracht. Bis zum Erwerb durch die Stiftung Kloster Ilsenburg 2005 wurde es als Hotel weitergeführt.